# 福岡県道521号姪浜停車場線
福岡県道521号姪浜停車場線（ふくおかけんどう521ごう めいのはまていしゃじょうせん）は、福岡県福岡市西区を通る一般県道である。

## 概要
JR九州筑肥線 姪浜駅から福岡市道千代今宿線（明治通り）交点の姪浜駅北口交差点を結ぶ。
福岡県道としては福岡県道556号谷荒戸線、福岡県道605号今宿停車場線とともに起点から終点の区間で他の国道や県道といっさい接続しない路線でもある。

### 路線データ
路線データは次の通り。
- 起点：福岡市西区姪の浜四丁目（姪浜駅交差点、JR九州筑肥線 姪浜駅前）
- 終点：福岡市西区姪の浜四丁目（姪浜駅北口交差点、福岡市道千代今宿線交点）
- 種別：一般県道
- 幅員：15.45 - 31.20 m
- 延長：387.00 m

姪浜停車場線
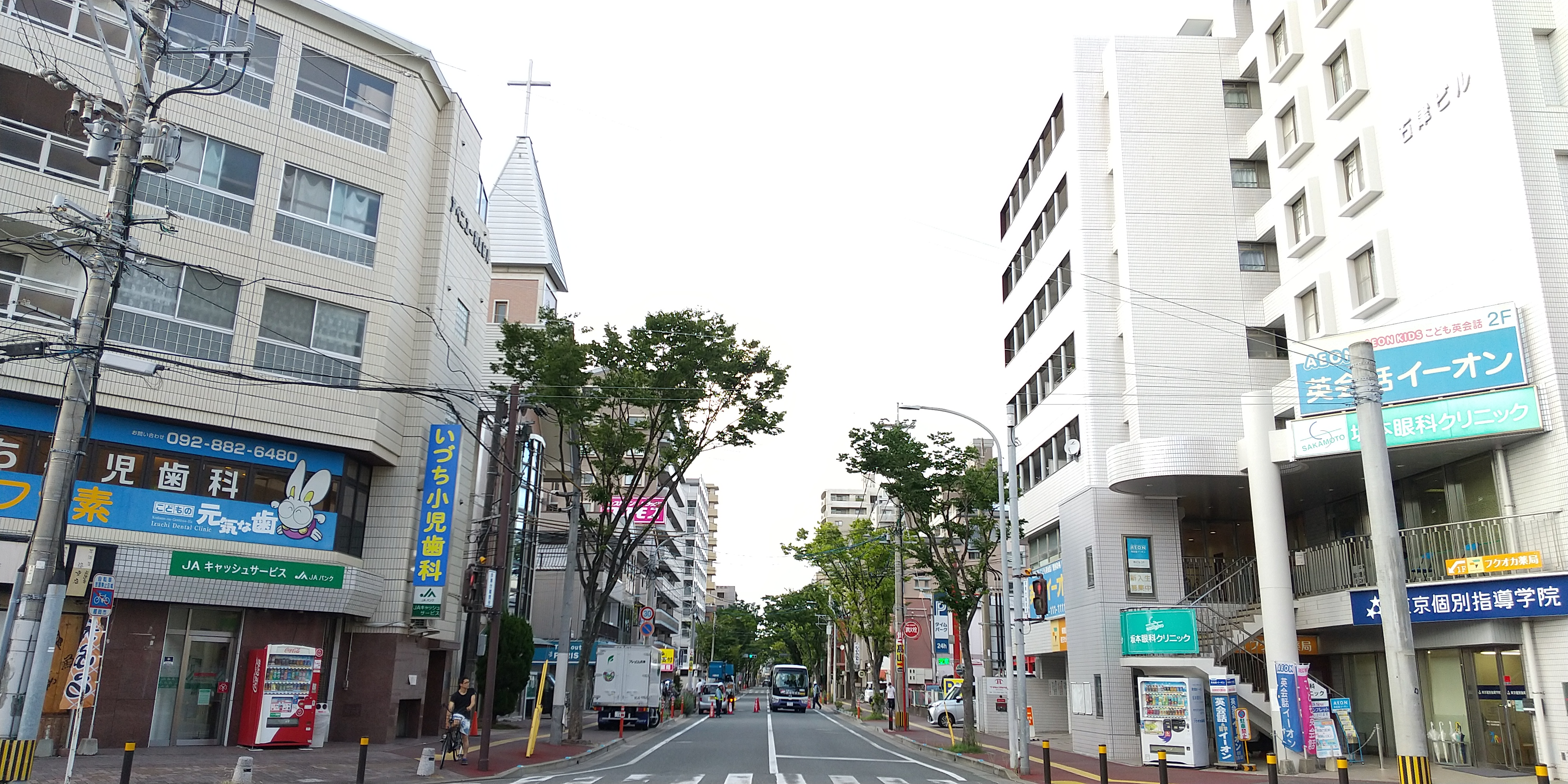
姪浜駅交差点の北側
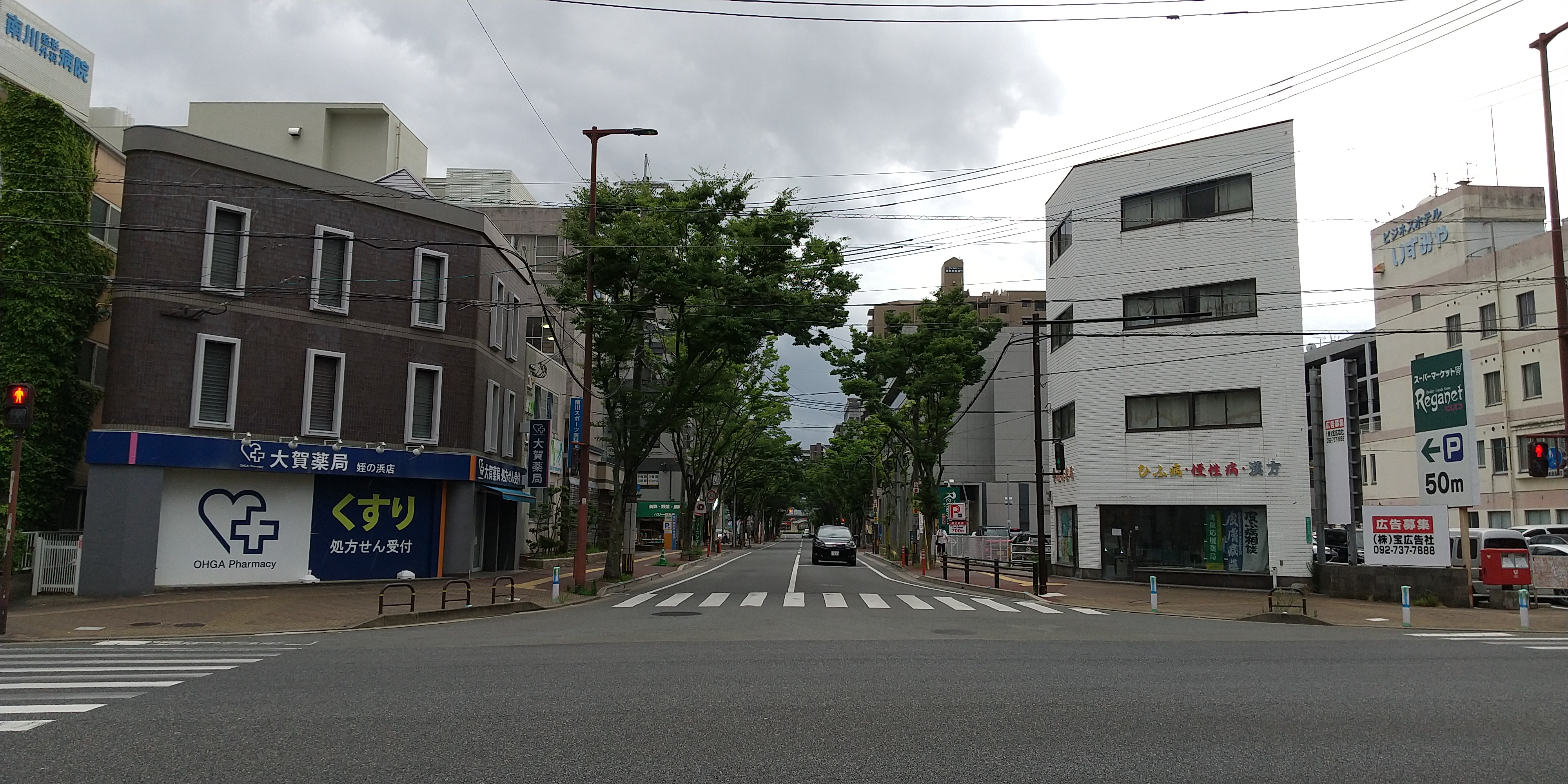
姪浜駅北口交差点付近

## 歴史
- 1959年（昭和34年）4月1日 - 福岡県告示第232号により、県道姪浜停車場線として路線認定される（当時の整理番号は131）[2][出典無効]。

## 地理

### 通過する自治体
- 福岡県
  - 福岡市（西区）

### 交差する道路
| 交差する道路                  | 交差する場所  | 交差する場所          |
| ----------------------------- | ------------- | --------------------- |
| 福岡市道千代今宿線 / 明治通り | 今宿駅前1丁目 | 今宿駅前交差点 / 終点 |

### 沿線
- JR九州筑肥線 姪浜駅